# Francilly-Selency
Francilly-Selency är en kommun i departementet Aisne i regionen Hauts-de-France i norra Frankrike. Kommunen ligger  i kantonen Vermand som ligger i arrondissementet Saint-Quentin. År 2022 hade Francilly-Selency 512 invånare.

## Befolkningsutveckling
Antalet invånare i kommunen Francilly-Selency
Referens: INSEE